# Darevskia mixta
Darevskia mixta är en ödleart som beskrevs av  Méhely 1909. Darevskia mixta ingår i släktet Darevskia och familjen lacertider. IUCN kategoriserar arten globalt som nära hotad. Inga underarter finns listade i Catalogue of Life.